# Jackass 3
Série
Jackass deux, le film
(2006) Jackass Forever
(2022)
Pour plus de détails, voir Fiche technique et Distribution.
Jackass 3D ou Jackass 3 est un film humoristique réalisé par Jeff Tremaine sorti en 2010.

## Synopsis
Pour la fin d'année, Johnny Knoxville et sa bande de déjantés débarquent pour la première fois sur grand écran et dans un film en 3D

## Production
En décembre 2009, le réalisateur Jeff Tremaine a commencé à faire des essais à l'aide de matériel 3D. Dans ce même mois, Johnny Knoxville a annoncé le retour de l'ensemble de l'équipe des deux films précédents.
Le tournage des cascades a commencé le 25 janvier 2010, mais cette fois-ci l'équipe a été filmée sur une propriété privée contrairement à la façon traditionnelle Jackass de tournage dans les rues. Bam Margera a dit que dès le premier mois de tournage, il avait déjà 3 côtes cassées, il est resté en place chez lui jusqu'à ce qu'il puisse revenir tourner avec ses complices. 
En avril 2010, JackassWorld.com a été fermé, laissant une annonce qui disaitt: "Gone filming." ("Parti tourner.") et "Merci pour le soutien des deux dernières années. Pour se tenir au courant de toutes les choses liées au monde de Jackass et Dickhouse (y compris le long-métrage Jackass 3D actuellement en production), suivez-nous sur Facebook et Twitter." Une interview en ligne récemment avec Rick Kosick révèle que JackassWorld.com ne sera plus un site Web après la sortie du film. 
Le cameraman Lance Bangs a déclaré au TimesOnline que "C'était complètement fou de tourner en 3D car cela rendait les couleurs vives comme des bonbons", il a également ajouté : "J'ai participé à quelques cascades et finit humilié et blessé - moi, l'ami poétique du cinéaste Spike Jonze".  
À la fin de mai 2010, Knoxville a déclaré : "Il n'y a pas de bière sur le plateau cette fois-ci, même si certains d'entre nous souhaitaient qu'il y en ait". Il a également dit: "Et pour être honnête les cascades ont été beaucoup trop loin, tout le monde a eu des blessures différentes à travers le tournage".
Lors de la cérémonie des MTV Movie Awards, le 6 juin 2010, Tremaine a déclaré que le tournage était presque fini, mais ils n'avaient pas visé l'échelle internationale.
Une blessure de Bam Margera a forcé les membres de Jackass à une réécriture du début du film. Le 12 juin 2010, il a été frappé à la tête avec une batte de baseball par une femme de 59 ans, en dehors de son bar. Il raconte dans une interview qu'il a été victime de saignements internes dans le cerveau pendant deux jours et ils ne l'ont pas laissé quitter l'hôpital. 
Margera a ajouté dans la même interview que la séquence d'ouverture est tourné avec des caméras haute vitesse Phantom, qui enregistrent jusqu'à 1.000 images par seconde pour produire un mouvement hyper-lent, semblable à la séquence d'ouverture de Bienvenue à Zombieland.

## Fiche technique
- Réalisation : Jeff Tremaine
- Scénario : Preston Lacy
- Production : Spike Jonze, Johnny Knoxville et Jeff Tremaine
- Musique originale : Amjad Albasel
- Photographie : Lance Bangs, Dimitry Elyashkevich et Rick Kosick
- Montage : Seth Casriel, Matt Kosinski et Matt Probst
- Distribution : Paramount Pictures
- Budget : 20 millions de dollars[1]
- Langue : anglais

## Distribution
- Johnny Knoxville (VF : Emmanuel Curtil; VFB: Bruno Mullenaerts) : lui-même
- Bam Margera (VF : Emmanuel Garijo) : lui-même
- Chris Pontius (VF : Christophe Lemoine) : lui-même
- Steve-O (VF : Alexis Tomassian; VFB: David Pion) : lui-même
- Ryan Dunn (VF : Gilles Morvan) : lui-même
- Preston Lacy (VF : Alain Flick) : lui-même
- Wee Man (VF : Jérôme Pauwels) : lui-même
- Dave England (VF : Axel Kiener) : lui-même
- Ehren McGhehey (VF : Adrien Antoine) : lui-même
- Raab Himself : lui-même
- April Margera (VF : Céline Monsarrat) : elle-même
- Phil Margera : lui-même
- Voix off "avertissement" (VF : Hervé Jolly)

## Box office
- Mondial : 170 millions $[2]
- États-Unis : 117 millions $
- France : 3 799 115 $ (375 579 entrées)

## Autour du film
- Jackass 3D est le 1er épisode à sortir sur grand écran en France. Les deux autres épisodes de la saga étaient sortis directement en DVD.
- Au fil du temps, le budget des films a été à chaque fois multiplié par 2. Le premier volet a coûté 5 millions de dollars US, le deuxième 11,5 millions de dollars US et le troisième 20 millions de dollars US.

## Jackass 3.5
Le film Jackass 3.5 est présent sur le DVD de Jackass 3 et propose des cascades inédites.